# Stary Cmentarz w Słupsku
Stary Cmentarz w Słupsku – nekropolia komunalna w Słupsku przy ul. rabina Maxa Josepha 4 (dawna ul. Kaszubska).

## Charakterystyka
Nekropolia powstała między 1794 a 1797 (niektóre źródła podają rok 1795). Zlokalizowano ją na wzniesionej przez Rosjan w czasie wojny siedmioletniej fortyfikacji (szańcu) zwanej w XIX wieku „wzniesieniem Ruskim”. W czasach panowania niemieckiego przebiegająca obok ulica nosiła nazwę Kassuberstrasse. Była jedyną nekropolią dla chrześcijan i innych nie-Żydów w Słupsku do końca XX wieku czyli do powstania Nowego Cmentarza Komunalnego w Słupsku.
Ma powierzchnię 21,60 ha. Teren jest intensywnie zalesiony. Najstarszy drzewostan ma około 150–200 lat i pochodzi z czasów utworzenia cmentarza. Występują tu głównie buki, klony, brzozy, świerki, modrzewie, choiny i sporadycznie sosny. Zalesienie jest połączone ze znajdującym się w pobliżu Laskiem Północnym. Łącznie na cmentarzu rośnie 2500 sztuk drzew (50% to starodrzew).
Na cmentarzu znajduje się zabytkowa kaplica z końca XIX wieku, w której odbywają się ceremonie pogrzebowe. W 2014 kaplica została poddana renowacji.
W latach 2016–2018 odbudowano pierwotny wygląd muru przy XVIII-wiecznych nagrobkach niemieckich rodzin szlacheckich von Puttkamer, von Ziztewitz i Kaufmann pod nadzorem konserwatora zabytków i archeologa. Jak stwierdził Tomasz Urbaniak, badacz historii Słupska, „Leżą tam szczątki słupskich rodów i rodzin, które dawniej liczyły się w mieście. Stawiały tu fabryki, otwierały firmy kupieckie i piastowały wysokie stanowiska. Były to także jedne z najstarszych grobowców w regionie słupskim. ”.

## Pochowani
- Roman Giedrojć (1950–2017) – polityk i urzędnik państwowy, poseł na Sejm III kadencji, główny inspektor pracy
- Jan Konarski (1949–2007) – artysta rzeźbiarz
- Tadeusz Kunda (1927–2018) – działacz i publicysta katolicki, współzałożyciel Stowarzyszenia Effatha
- Anna Łajming (1904–2003) – pisarka, której twórczość jest poświęcona głównie Kaszubom
- Helena Stępień (1928–2017) – filolog, posłanka na Sejm PRL IV i V kadencji
- Władysław Szkop (1944–2015) – polityk, lekarz, poseł na Sejm II, III, IV i VI kadencji
- Jolanta Szczypińska (1957–2018) – polityk, pielęgniarka, posłanka na Sejm IV, V, VI, VII i VIII kadencji
- Maria Zaborowska (1902–1973) – pracownik kulturalny, muzealnik, społecznik, zasłużona dla miasta Słupska